# Thomas Bippes

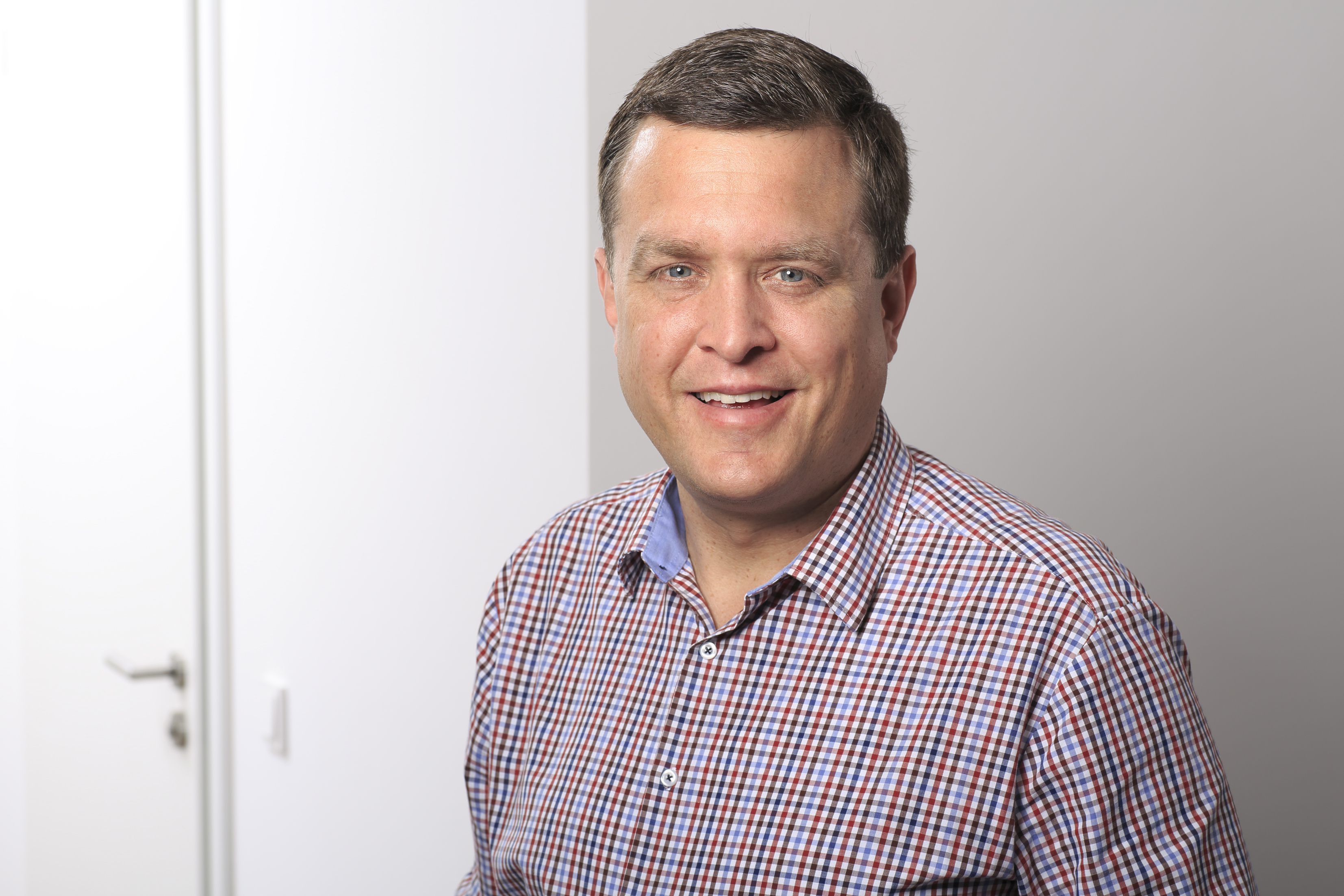
Thomas Bippes (2017)

Thomas Martin Bippes (* 16. Juni 1971 in Karlsruhe) ist ein deutscher Autor und Hochschullehrer. Er ist Professor für Medien- und Kommunikationsmanagement an der SRH Fernhochschule.

## Beruflicher Werdegang
Seit 2022 ist Bippes Studiengangsleiter in Medien- und Kommunikationsmanagement an der SRH Fernhochschule. Bis 2011 verfolgte Bippes Promotionsprojekte. Er wurde im Fach Politikwissenschaft an der Universität Trier zum Thema „Die Reformfähigkeit der Bundesrepublik Deutschland. Analyse der Reformfähigkeit Deutschlands am Beispiel einer grundlegenden Reform der Ertragsteuern“ promoviert. Am Department of Management and Economics / Faculty of Mechanical Engineering an der Technischen Universität Košice (Technická Universita v. Košice / TUKE) absolvierte Bippes ein PhD.-Studium mit dem Promotionsthema “Analysis of tax reform models and the corporate tax reform 2008/09 in Germany.”

## Publikationen (Auswahl)
- Bippes, Thomas (Hrsg.), Krisenmanagement & Krisenkommunikation. Fallstudien, Hamburg 2019, 90 p. ISBN 9783339113467.
- Bippes, Thomas, Europa im Steuerwettbewerb. Analyse von Steuerreformmodellen und der Unternehmensteuerreform 2008/2009 in Deutschland, Hamburg 2017, 203 p. ISBN 3-8300-9321-7.[4]
- Bippes, Thomas, Reformkompass für Deutschland. Meinungsklima für Reformen am Beispiel einer grundlegenden Reform der Ertragsteuern, Hamburg 2012, 104 p. ISBN 978-3-8300-6476-3[5]